# Schultesia guianensis
Schultesia guianensis, também conhecido como fel-da-terra, é uma espécie de planta do gênero Schultesia e da família Gentianaceae.

## Taxonomia
A espécie foi descrita em 1904 por Gustaf Oskar Andersson Malme.
São conhecidas as seguintes subspécies de Schultesia guianensis (Aubl.) Malme:  
```
* 
Schultesia guianensis (Aubl.) Malme
 var. 
guianensis

* 
Schultesia guianensis (Aubl.) Malme
 var. 
latifolia
```

## Forma de vida
É uma espécie terrícola e herbácea.

## Descrição
| Caule                             | Caule                        |
| --------------------------------- | ---------------------------- |
| forma transversal                 | tetragonal                   |
| Folha                             |                              |
| textura                           | membranácea                  |
| padrão da nervação                | acródromo - broquidódromo    |
| Flor                              |                              |
| cor da flor                       | rósea/roxa/amarela           |
| cálice                            | alado                        |
| forma dos lobos do cálice         | lanceolado                   |
| forma do ápice dos lobo do cálice | agudo                        |
| forma da corola                   | infundibuliforme             |
| forma dos lobo da corola          | elíptico/obovado             |
| forma do ápice dos lobo da corola | obtuso/agudo                 |
| forma dos filete                  | com ala membranácea denteada |
| Semente                           |                              |
| testa                             | foveolada                    |

## Conservação
A espécie faz parte da Lista Vermelha das espécies ameaçadas do estado do Espírito Santo, no sudeste do Brasil. A lista foi publicada em 13 de junho de 2005 por intermédio do decreto estadual nº 1.499-R.

## Distribuição
A espécie é encontrada nos estados brasileiros de Acre, Amazonas, Bahia, Ceará, Distrito Federal, Espírito Santo, Goiás, Maranhão, Minas Gerais, Mato Grosso do Sul, Mato Grosso, Pará, Paraíba , Pernambuco, Piauí, Rio de Janeiro, Rio Grande do Norte, Roraima, Sergipe e São Paulo.
Em termos ecológicos, é encontrada nos  domínios fitogeográficos de Floresta Amazônica, Caatinga, Cerrado e Mata Atlântica, em regiões com vegetação de áreas antrópicas, campos de várzea,  campo limpo, campos rupestres, mata ciliar, restinga e vegetação sobre afloramentos rochosos.